# 上総氏
上総氏（かずさし）は、日本の氏族。
坂東八平氏の一つで、上総・下総に広大な領地を有し、東国一の勢力を誇ったが、その力を恐れた源頼朝によって粛清された。

## 経歴
平常長の死後、その長男の佐賀常家が上総権介の地位を世襲したが、嗣子を残さず死去したため、五弟の常晴が養子となる形で上総介の地位と先祖代々の下総国相馬郡を有し相馬五郎と名乗った。これが上総氏の始まりである。
なお常家の次弟の常兼は千葉大夫と号し、この系統が千葉氏となり、ここに房総平氏は二分されることになったのである。
兄・常兼の長男であるが庶子の常重を養子として家督および相馬郡を譲った。
平常澄の後を長男・伊西常景が継いだが、弟である次男・印東常茂に打倒され地位を奪われた。
1180年に源頼朝が挙兵すると、常景・常茂の弟にあたる上総広常は上総氏全一族を掌握して頼朝の下に駆け付け、一方、大番役として京都にいた印東常茂は平家の頼朝追討軍に先陣押領使として加わったが、富士川の戦いで広常により討たれた。
その後、上総広常は佐竹氏追討など数々の武功を立てたが、その振る舞いに傲慢なところが多く、頼朝に謀反の疑いを掛けられ、嫡子・能常と共に1183年に頼朝の意を受けた梶原景時によって誅殺された。所領は没収され、広常の弟たちも千葉常胤にお預けの身になった。後に広常が納めた文章から広常の無実が明らかとなり、弟たちは放免された。
広常死亡後、上総権介の地位は、広常の族兄弟の千葉常胤の孫・境常秀が継いだが、常秀の息子・千葉秀胤の代に義兄の三浦泰村に属して1247年の宝治合戦にて族滅した。

## 上総氏館跡について
上総氏の館跡の正確な位置は今もって不明だが、近年、千葉県夷隅郡大原町（現いすみ市）や御宿町一帯で中世城館址の調査が行なわれ、特に上総広常の館跡についての検討が進められた。調査に基づいた検討成果は以下の論文を参照。
- 加藤晋平 1993年 「上総介広常の居館址はどこか」 潮見浩先生退官記念事業会編『考古論集－潮見浩先生退官記念論文集－』広島大学文学部考古学研究室に所収。

## 上総氏歴代当主
- 佐賀常家（平常長の子）
- 相馬常晴（常家の弟）
- 佐賀常澄（常晴の子）
- 伊西常景（常澄の子）
- 印東常茂（常景の弟）
- 上総広常（常茂の弟）
- 境常秀（千葉胤正の子）
- 千葉秀胤（常秀の子）

## 系図
```
　 
平常晴

　　 ┣━━━━━┳━━━━━━━━━━━━━━━━━━┓
　
戸気長実
　　　 ？　　　　　　　　　　　　　　　　 
上総常澄

　　　　　　　　 ┣━━━━┳━━━━┳━━━━┓　　　┃
　　　　　　　
長南重常
　
長南常家
　
木内常範
　
潤野盛常
　 ┃
　　　　　　　　　　　　　　　　　　　　　　　　　　　 ┃
　　 ┏━━━━┳━━━━┳━━━━┳━━━━┳━━━━╋━━━━┳━━━━┳━━━━┳━━━━┳━━━━┳━━━━┓
　
伊西常景
　
印東常茂
　
匝瑳常成
　
佐是円阿
　
大椎惟常
　
埴生常益
　
天羽秀常
　
上総広常
　
相馬常清
　
臼井親常
　
時田為常
　
金田頼次

　　　　　　　　　　　　　　　　　　　　　　　　　　　　　　　　　　　　　 ┃
　　　　　　　　　　　　　　　　　　　　　　　　　　　　　　　　　　　　　
能常
```

## 上総氏支流
- 戸気氏
- 長南氏
  - 木内氏
  - 潤野氏
- 佐賀氏
  - 伊西氏
    - 伊北氏
    - 伊南氏

  - 印東氏
  - 匝瑳氏
  - 佐瀬氏
  - 大椎氏
  - 埴生氏
  - 天羽氏
  - 角田氏
  - 臼井氏
  - 時田氏
  - 金田氏
- 長狭氏
- 東条氏